# Cardenal anyil pintat
El cardenal anyil pintat o sit pintat (Passerina ciris) és una espècie d'ocell de la família dels cardinàlids (Cardinalidae) que habita boscos poc dendos, zones arbustives i matolls, criant a Texas i zones properes i a la costa atlàntica del sud-est dels Estats Units, des de Carolina del Nord fins al nord de Florida. Passen l'hivern al sud de Florida, Bahames, Antilles, sud de Mèxic i Amèrica Central.